# Parque Nacional da Chapada dos Veadeiros
O Parque Nacional da Chapada dos Veadeiros (PNCV) pertence ao grupo de unidades de conservação de proteção integral, conforme definido pelo Sistema Nacional de Unidades de Conservação da Natureza (SNUC). Está localizada no bioma Cerrado na região nordeste do estado de Goiás. Abrangendo os municípios de Alto Paraíso de Goiás (34,40%), Cavalcante (31,43%), Nova Roma (30,25%), Teresina de Goiás (2,89%) e São João da Aliança (1,00%), Colinas do Sul (0,02%).
O parque foi criado através do Decreto Nº 49.875, emitido pelo então Presidente da República, Juscelino Kubitschek, em 11 de janeiro de 1961.  E alterado pelos decretos: Decreto n° 70.492, de 11 de maio de 1972; Decreto n° 86.596, de 17 de novembro de 1981; Decreto n° 99.279, de 06 de junho de 1990 e o último e atual Decreto sem nº de 05 de junho de 2017, que no Dia Mundial do Meio Ambiente foi ampliado para os atuais 240 mil hectares. 
Em dezembro de 2001 o parque foi incluído na lista do Patrimônio Mundial pela UNESCO. Em 2019, através do processo de concessão do Governo Federal, a Parquetur assumiu a administração de uso público do Parque Nacional da Chapada dos Veadeiros e presta o serviço de apoio aos visitantes.

## História
O povoamento da região começou em torno de 1750, com a implantação da propriedade do Sr. Francisco de Almeida, chamada de Fazenda Veadeiros, onde atividades de pecuária e do cultivo de trigo e café se aglomeraram em pequena escala.
Em 1892, a Comissão Exploradora do Planalto Central, comandada pelo astrônomo Luís Cruls, expedicionou pela chapada e região, com a finalidade de delimitar e fazer levantamento da área que deveria receber a futura capital do Brasil;

### Século XX
Antes disso, em 1912, foi descoberta a primeira jazida de cristal de rocha da região, o que originou um surto de atividade garimpeira, incluindo a fundação do Povoado de São Jorge. Tal atividade foi se tornando menos interessante ao longo da segunda metade do século XX, especialmente depois da criação do parque nacional.[carece de fontes?]
Em 1931, a serviço do correio aéreo nacional, o brigadeiro Lysias Rodrigues passa por Veadeiros, vindo de São Paulo em direção a Belém. Seus diários foram publicados no livro O roteiro do Tocantins. Em 1926, a chapada foi atravessada pela Coluna Prestes.[carece de fontes?]
Em 11 de janeiro de 1961, o então Presidente da República, Juscelino Kubitschek, através do Decreto n° 49.875, cria o parque, com o nome de Parque Nacional do Tocantins. Sua área original era de 625 mil ha. Com o tempo, parte das terras foi sendo perdida por disputas judiciais. Em 1972, perdendo as terras às margens do rio Tocantins, o parque adotou o nome atual.

### Século XXI

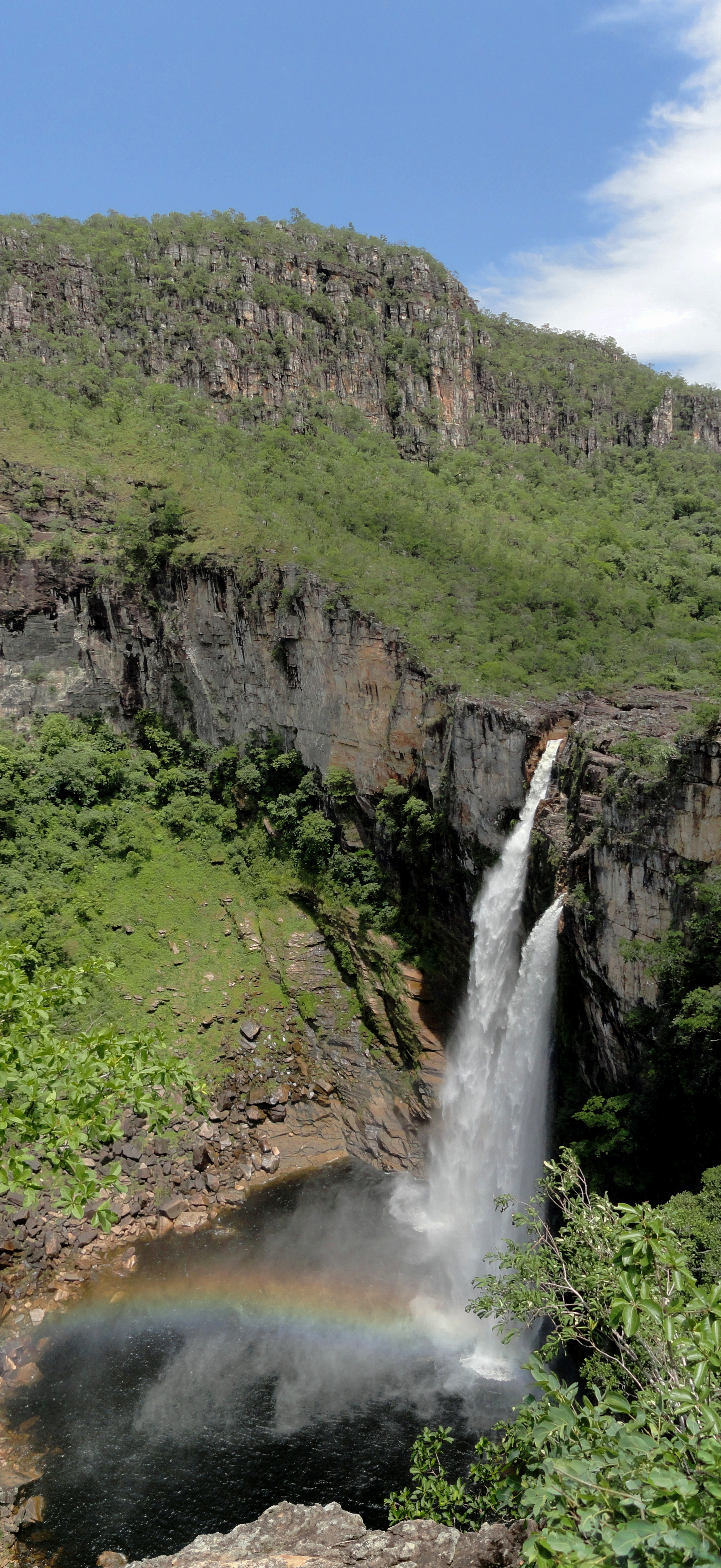
Saltos do Rio Preto, a partir do Mirante da Janela.

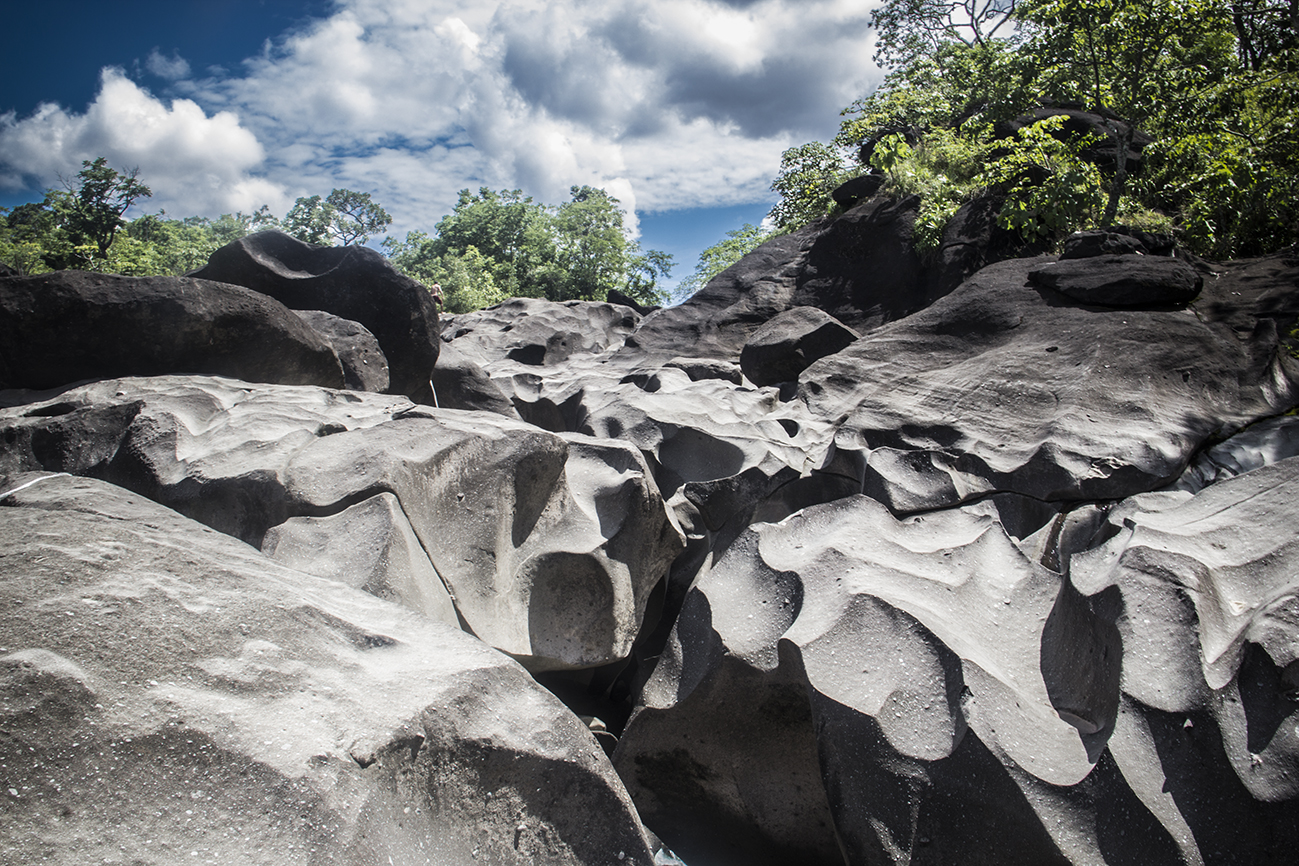
Vale da Lua.

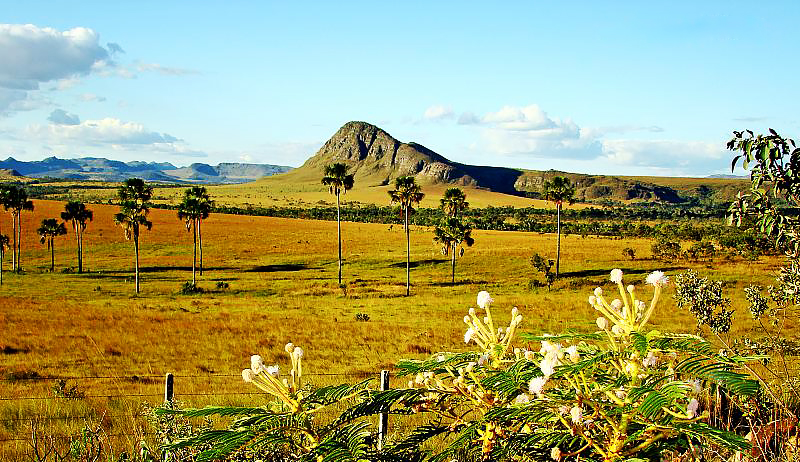
Jardim de Maytrea.

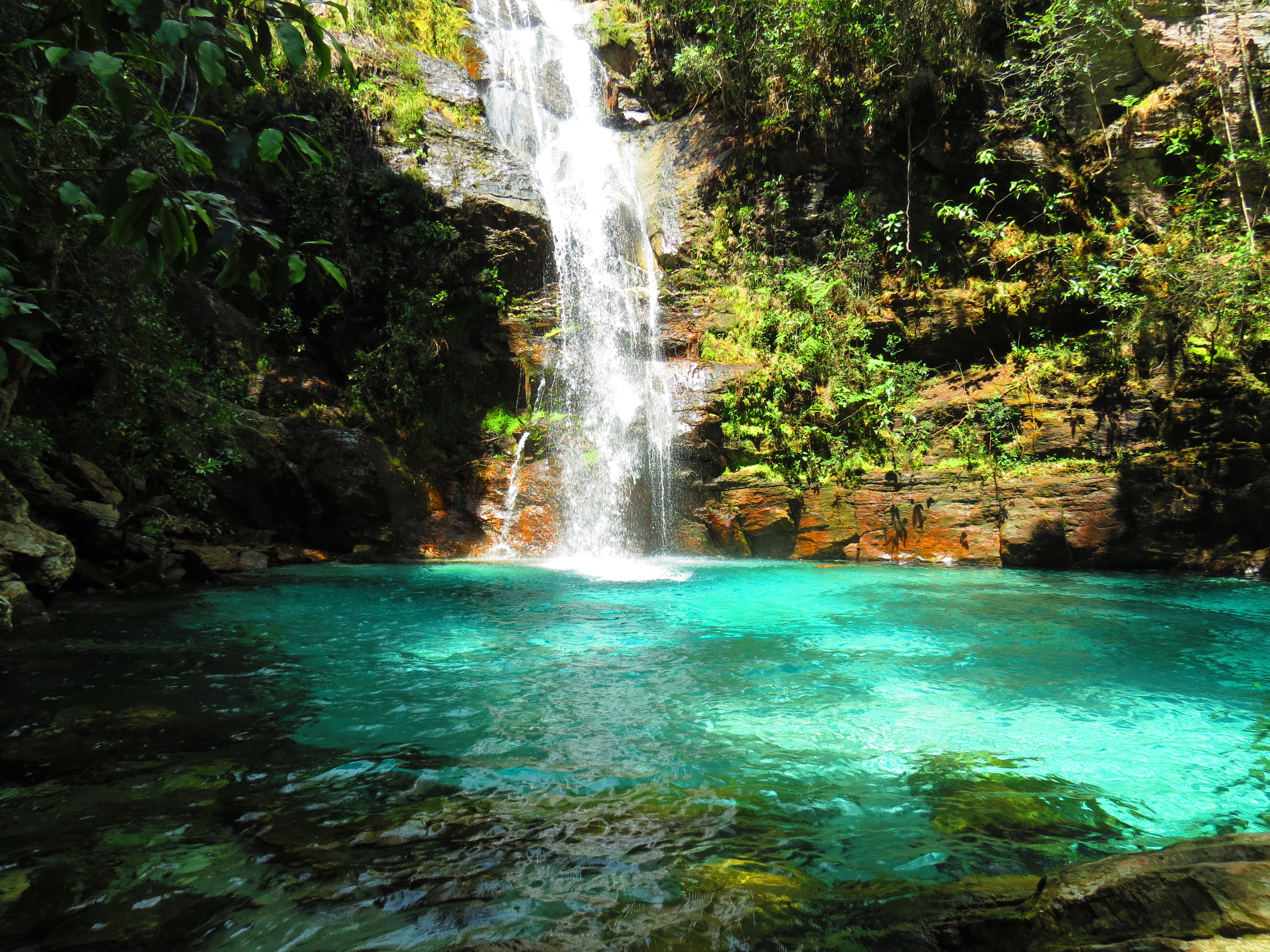
Cachoeira da Santa Bárbara.

A partir de junho de 2017, com a assinatura do Decreto de 5 de junho de 2017, Dia Mundial do Meio Ambiente, pelo Processo nº 02070.000116/2011-10 do Instituto Chico Mendes de Conservação da Biodiversidade - Instituto Chico Mendes, a UC passou a proteger 240 mil hectares. De acordo com notas técnicas do ICMBio, órgão ligado ao Ministério do Meio Ambiente, a expansão passará a proteger 17 espécies de flora e 32 espécies de fauna ameaçadas de extinção, como o lobo-guará, a onça-pintada e o pato-mergulhão. Também seriam protegidas 466 nascentes na região, que é conhecida como “a caixa d'água do Planalto Central”, com influência em bacias hidrográficas como a Amazônica e a do São Francisco.

#### Incêndio em 2017
Em 18 de outubro de 2017, um incêndio destruiu cerca de 35 mil hectares de vegetação do cerrado no parque. O fogo teve início à margem da rodovia GO-239, que liga a cidade de Alto Paraíso de Goiás ao vilarejo São Jorge. Incêndios ocorrem naturalmente no cerrado na estação chuvosa, em consequência dos raios, e não na estação seca, quando ocorrem incêndios somente pela ação humana.
O incêndio durou cerca de oito dias e teve origem criminosa. O fogo extrapolou a área do parque e atualmente também atinge fazendas, vilarejos e reservas ambientais particulares ao redor. Especula-se que o incêndio tenha sido uma contraofensiva de fazendeiros devido a expansão da área do parque, ocorrida em julho desse ano.

## Relevo e Geomorfologia

### Geomorfologia
Com relação ao meio físico, o Parque está localizado na zona norte da Faixa de Dobramentos e Cavalgamentos Brasília, na Província Estrutural do Tocantins. O Parque Nacional se encontra sob os Grupos Arraias e Traíras. O Grupo Arraias é caracterizado na base por complexos graníticos gnáissicos, mas estes não afloram na área do Parque. O Grupo Traíras está presente na maior área do PNCV, rochas metamórficas com sua origem de rochas sedimentares marinhas, caracterizadas por quartzitos com estratificações cruzadas e estratificações cruzadas do tipo espinha de peixe, bem como marcas de onda de maré, intercalados com metassiltitos. A Chapada dos Veadeiros faz parte da superfície de aplainamento Sul-Americana, que representa a superfície de erosão mais antiga da região, e é caracterizada por dois grandes compartimentos: o Planalto Central Goiano e a Depressão de Tocantins. As formas de relevo do PNCV são diversas, contendo planaltos, chapadas, platôs, superfícies aplainadas, inselbergs, escarpas serranas, entre outros. 
Os principais tipos de solo encontrados são: 1) Solos Litólicos álicos (Neossolo), esta classe está presente em quase toda extensão do PNCV, desde áreas onde o relevo apresenta-se ondulado ou mesmo escarpado normalmente acima de 600m, até os pontos culminantes (em torno de 1.600m), onde predominam os afloramentos rochosos em que os solos são associados à vegetação e campos rupestres; 2) Latossolo Vermelho-Amarelo álico, dentro do PNCV, e nas regiões do entorno das cidades de Alto Paraíso de Goiás, Cavalcante e São João D’Aliança, sendo o tipo de solo mais afetado pela extensão urbana desordenada; 3) Latossolo Vermelho escuro álico que predomina no município de São João D’Aliança, apresentando características marcantes como coloração brunoavermelhado-escuro ; 4) Plintossolos, este tipo de solo pode ser encontrado ao norte do PNCV, na cidade de Cavalcante, em áreas de baixadas (de 400 a 500m) com relevo plano a suave ondulado. São normalmente utilizados para pecuária extensiva, em função dos campos naturais a ele associado, sendo a queimada anual a única prática de manejo adotada; 5) Gleissolo, este tipo de solo está localizado em áreas mais baixas (400 a 450 m em Cavalcante), e constituem os solos das veredas, com seus agrupamentos de buritis e pequenas matas de galeria. 

### Hidrografia
A hidrografia do Parque Nacional da Chapada dos Veadeiros e sua área de entorno estão inseridos na porção central da Bacia Hidrográfica do Alto Tocantins, que possui uma extensão de aproximadamente 123.800 km², e é caracterizada por relevo elevado, com topos planos limitados por escarpas abruptas, que configuram os divisores de águas e nascentes das bacias dos rios Paranã e Maranhão.  
O principal afluente é rio Preto, que forma várias cachoeiras ao longo de seu curso, com destaque para dois saltos respectivamente 80 e 120 m de altura.

### Flora
Entre as espécies da fauna que habitam o parque, cerca de 50 são classificadas como raras, endêmicas ou sob risco de extinção na área. No tocante à flora, já foram identificadas 1 476 espécies de plantas no parque, das 6 429 que existem no bioma do cerrado.
Em termos de vegetação, o Parque está inserido no bioma Cerrado, e possui diversas fitofisionomias em seu território, como mata de galeria, mata seca, cerradão, cerrado sentido restrito, parque de cerrado, vereda, campo sujo, campo limpo e campo rupestre. 
As espécies vegetais mais proeminentes são o pau-terra-vermelho (Qualea multiflora), a cajueiro-bravo-do-campo (Curatella americana), o murici-rói-rói (Byrsonima cocaldsifolia), o caju-do-cerrado (Anacardium humile) e as mandioqueiras (Qualea spp). Nas matas de galeria, destacam-se o Ipê-roxo (Handroanthus impetiginosus), copaíba, aroeira  e tamanqueira (Stryphnodendron sp). Há ainda a ocorrência de jerivá e viuvinha (Jacaranda brasiliana) e, nos baixios, de buriti e babaçu. Entre espécies de flora ameaçadas, como aroeira (Miracruodruon urundeuva), sempre-viva (Paepalanthus chiquitensis), arnica brasileira (Lychnophora ericoides) e palmito jussara (Euterpe edulis).

### Fauna
A diversidade de vertebrados do Cerrado é rica, sendo conhecidas 196 espécies de mamíferos, 837 espécies de aves, 184 de répteis e 113 de anfíbios e 780 de peixes. Quanto aos invertebrados, estima-se que existem cerca de 90.000 espécies.
O Parque abriga espécies ameaçadas e emblemáticas como: Galito (Alectrurus tricolor); Cervo-do-pantanal (Blastocerus dichotomus); Gato-do-mato (Leopardus tigrinus); Lobo-guará (Chrysocyon brachyurus); ico-tico-do-mato (Coryphaspiza melanotis); Gato-maracajá (Leopardus pardalis mitis); Gato-palheiro (Leopardus colocolo); Pato Mergulhão (Mergus octosetaceus); Tamanduá-bandeira (Myrmecophaga tridactyla); Codorna-buraqueira (Nothura minor); Onça-pintada (Panthera onca); Tatu-canastra (Priodontes maximu); Inhambu-carapé (Taoniscus nanus); Socó-jararaca (Tigrisoma fasciatum) e a Águia-cinzenta (Harpyhaliaetus coronatus).

### Principais atrativos
O acesso ao parque se dá pelo Povoado de São Jorge, Rod GO 239, Km 36, que está ligado à cidade de Alto Paraíso de Goiás por uma estrada asfaltada de 36 km. Guias para o acompanhamento dos visitantes do parque podem ser encontrados no povoado próximo à entrada do parque, no Centro de Atendimento ao Turista (CAT) de São Jorge. A visitação do parque, acompanhada por guias é, contudo, opcional.
Entre as principais atrações do parque estão Trilha Amarela que conta com a Trilha dos Saltos, Carrossel e Corredeiras que percorre terrenos íngremes e pedregosos. A Trilha Amarela esse caminho dá acesso direto aos dois saltos do rio Preto, respectivamente, 80 e 120 m de altura, onde é possível o banho no salto 80 m. Distância de aproximadamente 11 km (ida e volta) e duração de 6h a 7h, dependendo do tempo em que o visitante permanecer nos atrativos e nível de dificuldade moderada a superior.
Trilha Vermelha que conta com a Trilha dos Cânions e Cariocas quedas d'agua em paredes rochosas de um estreitamento do rio, e as cachoeiras carioquinhas, uma formação de piscinas naturais ideal para banhos leves e hidromassagem. Distância de aproximadamente 11 km (ida e volta) e duração de 1h30, dependendo do tempo em que o visitante permanecer nos atrativos e nível de dificuldade leve.
Trilha Azul que abrange aTrilha da Seriema dando acesso ao Córrego Preguiça – rio temporário onde, nas épocas de chuva, os visitantes podem tomar banho em pequenos poços e cachoeiras. Distância de aproximadamente 850 metros (ida e volta) e duração de 4h a 5h, dependendo do tempo em que o visitante permanecer nos atrativos e nível de dificuldade moderada. Porém esta trilha não fica disponível no período de seca de junho a outubro, motivado pela sazonalidade de água corrente. Além das Travessias Sete Quedas e São Jorge – Capela.
Além das trilhas do próprio parque, há diversas atrações turísticas em terras particulares, no entorno do parque. Elas incluem:
- Vale da Lua: formações rochosas cinzentas esculpidas pelo rio São Miguel, que possuem um aspecto "lunar".
- Cachoeiras Almécegas: Duas cachoeiras, uma de 50 e outra de 15 metros, em que a água escorre por rochas íngremes. Próximo ao centro de Alto Paraíso.[34]
- O complexo de cachoeiras da Fazenda Loquinhas: indicados para famílias com crianças. Com dezoito poços e quedas d'água com cor de esmeralda.[35]
- Raizama: conjunto de cachoeiras ideal para a prática de canyoning e rapel.[36][37]
- Águas termais: piscinas naturais com água a cerca 38 graus de temperatura[38]
- Cachoeira do Abismo e Mirante da Janela: cachoeira com vista para um vale e um mirante com formação rochosa que se assemelha a uma janela, com vista para os Saltos I e II.[39]

### Infraestrutura do parque
O parque conta com os seguintes serviços oferecidos aos visitantes:
- Centro de Visitantes: Espaço destinado aos visitantes que queiram tirar dúvidas e saber mais sobre os roteiros, trilhas, travessias, atrativos, serviços e questões de segurança para realizar a visita no Parque.
- Lanchonete: O centro de Visitantes conta com uma lanchonete que funciona no horário do parque (das 8h às 18h), porém de segunda a sexta-feira fecha das 12h às 13h15. Vende-se salgados rápidos, tapiocas, empadas, pamonhas, sucos naturais de frutas, kombucha de marca local, bebidas eletrolíticas e outros produtos para uma refeição pré/pós caminhada ou para levar nas trilhas.
- Infraestrutura de suporte: Monitores, Banheiros, sinalização detalhada, bebedouros e Wi-Fi.
- Estacionamento: Apenas na área externa ao parque, operado de forma particular/pago.
- Acessibilidade: Disponibilizado serviço de transporte interno com veículo acessível. Necessário Consultar horários, trajetos possíveis e valores na bilheteria do Parque.

## Cultura popular

### Misticismo
A Chapada dos Veadeiros, especialmente na região de Alto Paraíso possui um forte turismo místico. Dentre os motivos, pode-se citar as exuberantes paisagens, a abundância de aflorações de quartzo (o que faz a chapada ser vista como um centro de concentração de energia) e o fato de ela ser cortada pelo Paralelo 14 S, o mesmo que passa por Machu Picchu.
A ocupação mística da região começou pouco antes da criação do parque. Em 1957, chega uma missão espiritual vinda de Recife, que funda a Fazenda Bona Espero, uma instituição filantrópica que ensina o esperanto. 